# Dicranoloma bartramioides
Dicranoloma bartramioides là một loài Rêu trong họ Dicranaceae. Loài này được (Broth.) Paris mô tả khoa học đầu tiên năm 1904.